# Denisa Comanescu
Denisa Comanescu és una poeta romanesa que va nàixer el 1954 a Buzau, (Romania).
Denisa Comanescu es va llicenciar en filologia i ha treballat com a periodista i com a traductora. Actualment, és redactora en cap de l'editorial Polirom de Bucarest. Va publicar el seu primer llibre el 1975.